# Aeròdrom Barcelona-Bages
L'Aeròdrom Barcelona-Bages, conegut anteriorment com a Aeròdrom de Manresa, (OACI:LEMS), és un aeròdrom privat espanyol, situat al terme municipal de Sant Fruitós de Bages (Barcelona).
L'accés es realitza a través de la carretera C-16C, a l'altura del Polígon Industrial de Sant Fruitós, es desvia en l'encreuament que indica "Aeroport/Cementiri Municipal" i continua pel polígon industrial fins a arribar a un camí de terra en bon estat, pel qual continua durant 1 kilòmetre fins a l'entrada principal a l'aeròdrom.
L'aeròdrom posseeix 13,71 ha d'extensió. És propietat d'AIRPIRINEUS, SLU i el seu operador principal és BCN SKYDIVE i el CLUB DE PARACAIGUDISME BARCELONA BAGES amb el nom comercial de SALTAMOS. Disposa d'una pista de vol amb denominació 11/29, categoria 2C, de 800 m de longitud. La superfície havia estat d'herba fins a l'estiu de 2021, en què s'asfaltà.
És l'únic centre de paracaigudisme de la província de Barcelona i el més proper a la seva àrea metropolitana, amb una població de 5 milions d'habitants a menys de 60 minuts de distància, el que el converteix en un centre de referència i motor econòmic de primera magnitud per a tota la comarca del Bages.
El dissabte 21 d'agost de 2021 s'inaugurà la pista asfaltada. El primer avió que aterrà fou una Pilatus PC-6 matrícula EC-LZI procedent de Sabadell (LELL), operada per BCN SKYDIVE i pilotada per David Nicolau. Va operar durant el cap de setmana vols de paracaigudisme. El primer avió de pistó que aterrà fou el 22 d'agost de 2021, la Cessna 172-J-R Rocket Reims EC-CVY procedent de la Cerdanya (LECD) amn Benjamín Guix com a pilot al comandament, Agustí Carcasona com a copilot i amb Pere Dosta com a passatger.
Disposa, a més, d'una plataforma d'estacionament d'aeronaus, hangars, diverses construccions per a donar cobertura a l'activitat paracaigudista, bar restaurant, piscina i un túnel de vent únic a la seva classe, ja que és obert i transparent amb increïbles vistes a la muntanya de Montserrat. L'única ajuda aeronàutica que té són diverses mànegues de vent. Disposa de servei de combustible Jet-A1, però tan sols per a ús de l'operador de l'aeroport, sense poder proveir-se a altres aeronaus.
És el primer aeroport 100% sostenible, funcionant tots els serveis mitjançant electricitat fotovoltaica i sistema d'emmagatzematge d'energia mitjançant bateries.
Està classificat com aeròdrom privat d'ús restringit, requerint, per raons òbvies de seguretat, una autorització prèvia per a aterrar per correu electrònic a les aeronaus no basades en ell que vulguin aterrar. N'hi ha freqüent activitat paracaigudista, per la qual cosa cal extremar les precaucions. La freqüència de ràdio de contacte és de 119.200 i n'és obligatòria.

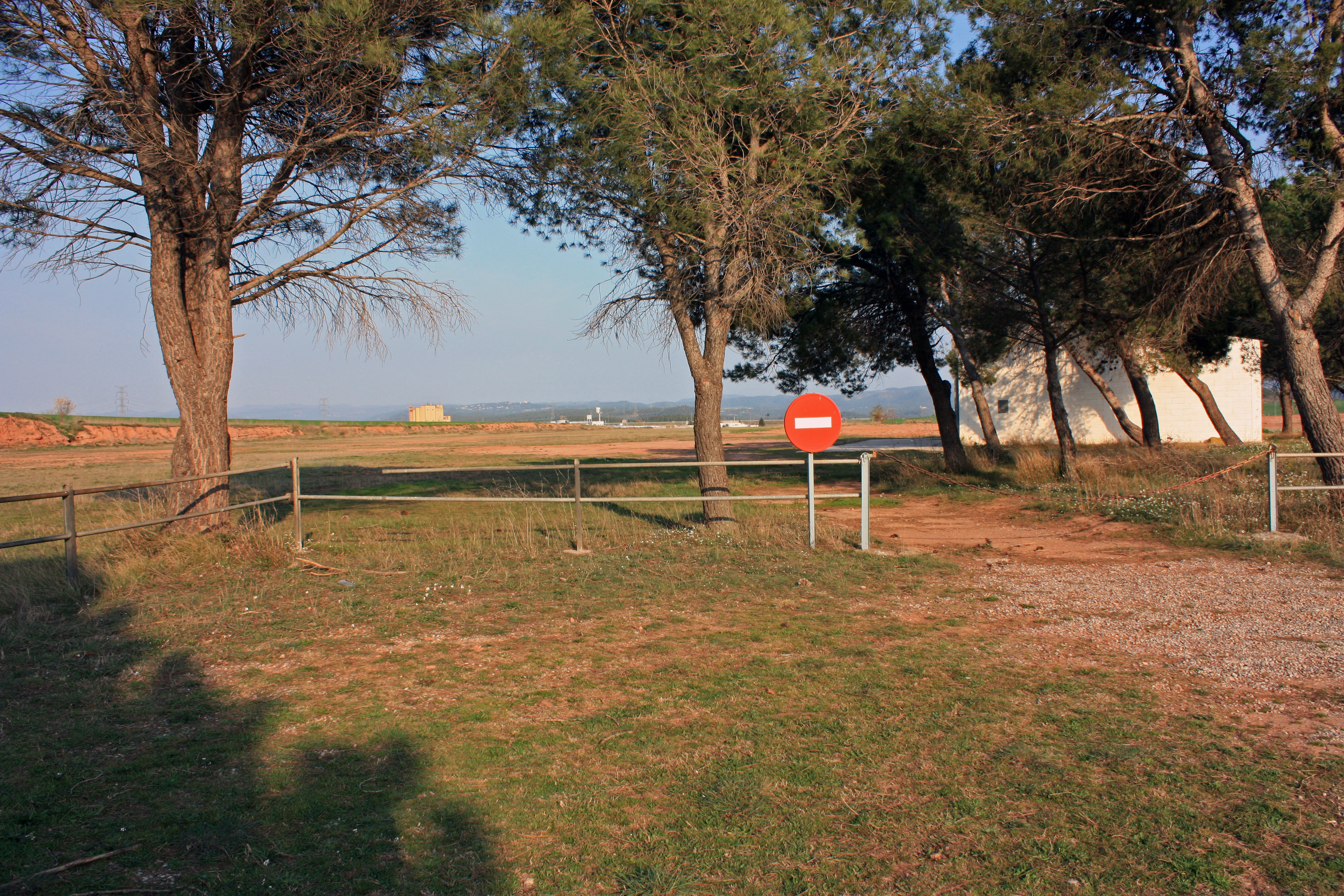
Vista de l'entrada a l'aeròdrom i l'hangar.
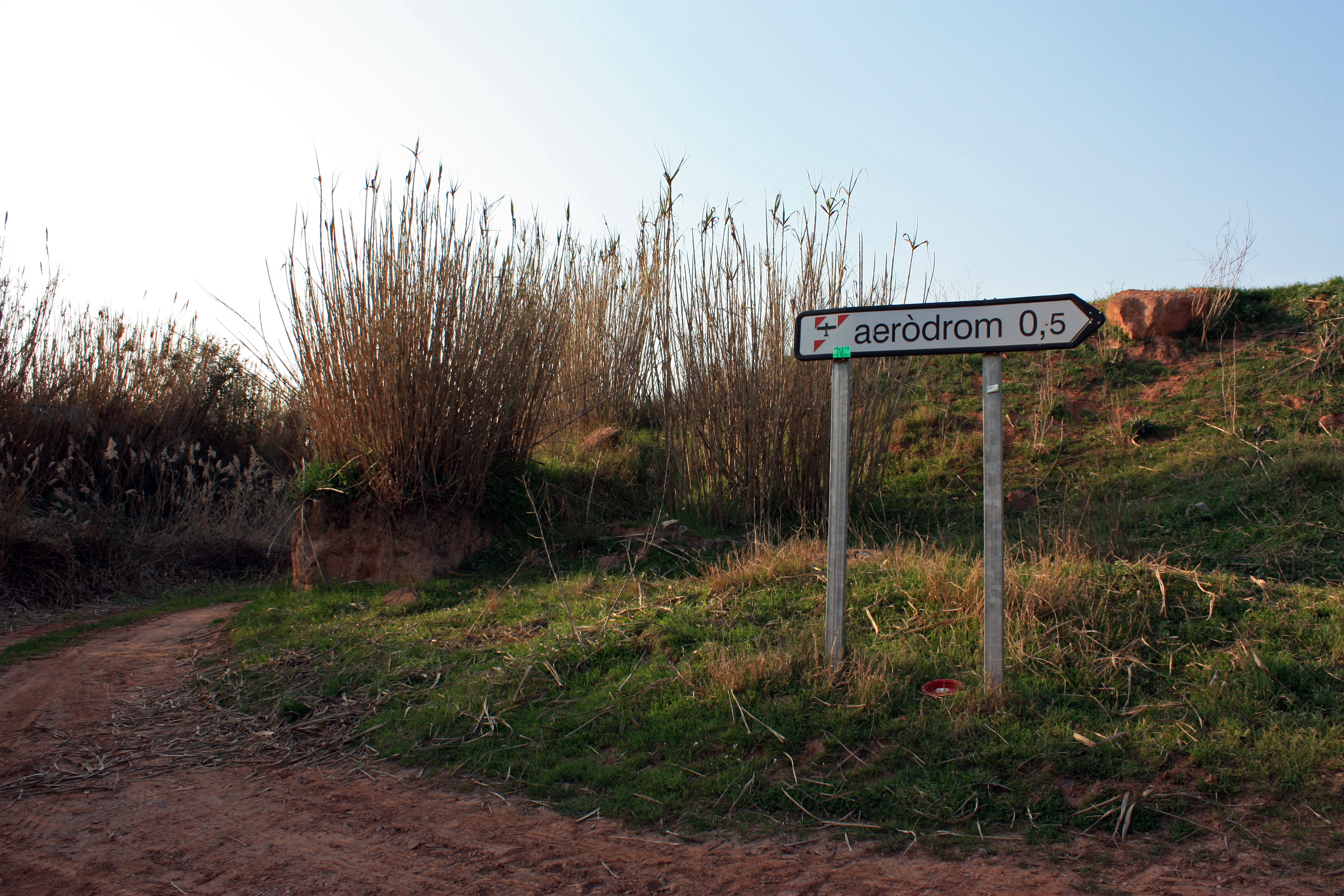
Vista del camí d'accés a l'aeròdrom.